# Peter Butler
Pour les articles homonymes, voir Butler.
Peter Butler, né le 2 août 1966 à Halifax (Angleterre) est un footballeur anglais, reconverti entraîneur. 

## Biographie

### Carrière de joueur
Avec l'équipe de West Ham United, il joue 31 matchs en Premier League, inscrivant un but.

### Carrière d'entraîneur

#### Botswana
En février 2014, la Fédération de football du Botswana annonce qu'elle nomme Peter Butler sélectionneur de l'équipe du Botswana. En février 2017, il est l'un des nombreux entraîneurs à être sur la "short-list" du Rwanda pour prendre le poste de sélectionneur. Il démissionne de son poste de sélectionneur du Botswana en juin 2017, afin de prendre en charge l'équipe sud-africaine de Platinium Stars.

#### Liberia
Le 21 août 2019, il est nommé sélectionneur du Liberia.

## Palmarès

### Joueur
- Vice-champion d'Angleterre de D2 en 1993 avec West Ham
- Vice-champion d'Angleterre de D3 en 1991 avec Southend United

### Entraîneur
- Finaliste de la Coupe de Malaisie en 2002 et 2003 avec le Sabah FA ; en 2009 avec le Kelantan FA
- Finaliste de la Coupe de la Fédération de Malaisie en 2009 avec le Kelantan FA
- Finaliste de la Coupe COSAFA en 2016 avec l'équipe du Botswana